# 卡塔維國家公園
卡塔維國家公園（Katavi National Park）是東非國家坦桑尼亞的國家公園，位於該國西部，佔地4,471平方公里，成立於1974年，是該國面積第三大的國家公園，野生動物包括非洲水牛、鱷魚、河馬等。

## 外部連結
- Katavi National Park Official Website (in English)
- Personal Website with photos from Katavi (June 2006)（页面存档备份，存于）